# Stazione di Campochiaro
Stazione di Campochiaro vasútállomás Olaszországban, Molise régióban, Campochiaro településen.

## Vasútvonalak
Az állomást az alábbi vasútvonalak érintik:
- Termoli–Venafro-vasútvonal

## Kapcsolódó állomások
A vasútállomáshoz az alábbi állomások vannak a legközelebb: 
- Stazione di Guardiaregia
- San Polo Matese railway halt